# Santiago Urquiaga
Santiago Urquiaga Pérez Lugar (ur. 18 kwietnia 1958 w Barakaldo) – hiszpański piłkarz grający na pozycji prawego obrońcy.

## Kariera klubowa
Urquiaga jest z pochodzenia Baskiem. Karierę piłkarską rozpoczął w klubie Athletic Bilbao. W 1976 roku został piłkarzem zespołu rezerw, Bilbao Athletic i grał w nim w rozgrywkach Tercera División, a od 1977 - Segunda División B. W 1978 roku awansował do kadry pierwszej drużyny Athletiku. W Primera División zadebiutował 13 maja 1979 roku w przegranym 0:4 wyjazdowym spotkaniu z Atlético Madryt. 27 maja 1976 w swoim trzecim meczu ligowym, z Realem Saragossa (1:1), strzelił pierwszą bramkę w La Liga. Od początku sezonu 1979/1980 był podstawowym zawodnikiem Athletiku. Swój pierwszy sukces z tym klubem osiągnął w sezonie 1982/1983, gdy wywalczył mistrzostwo Hiszpanii. W sezonie 1983/1984 obronił tytuł mistrzowski, a także zdobył Puchar Króla. Latem 1984 zdobył także Superpuchar Hiszpanii. W zespole Athletiku rozegrał łącznie 255 ligowych meczów i strzelił 3 gole.
W 1987 roku Urquiaga odszedł do Espanyolu Barcelona. 20 września 1987 zadebiutował w nim w meczu z Realem Murcia (1:0). W 1988 roku wystąpił w obu spotkaniach finału Pucharu UEFA z Bayerem 04 Leverkusen (3:0, 0:3 k. 2:3). W drugim z nich nie strzelił karnego w serii rzutów karnych. Karierę piłkarską zakończył w 1989 roku.
| Sezon   | Klub               | Kraj      | Rozgrywki          | Mecze | Bramki |
| ------- | ------------------ | --------- | ------------------ | ----- | ------ |
| 1976/77 | Bilbao Athletic    | Hiszpania | Tercera División   | ?     | ?      |
| 1977/78 | Bilbao Athletic    | Hiszpania | Segunda División B | ?     | ?      |
| 1978/79 | Bilbao Athletic    | Hiszpania | Segunda División B | ?     | ?      |
| 1978/79 | Athletic Bilbao    | Hiszpania | Primera División   | 4     | 1      |
| 1979/80 | Athletic Bilbao    | Hiszpania | Primera División   | 33    | 0      |
| 1980/81 | Athletic Bilbao    | Hiszpania | Primera División   | 22    | 0      |
| 1981/82 | Athletic Bilbao    | Hiszpania | Primera División   | 26    | 1      |
| 1982/83 | Athletic Bilbao    | Hiszpania | Primera División   | 34    | 0      |
| 1983/84 | Athletic Bilbao    | Hiszpania | Primera División   | 33    | 0      |
| 1984/85 | Athletic Bilbao    | Hiszpania | Primera División   | 31    | 0      |
| 1985/86 | Athletic Bilbao    | Hiszpania | Primera División   | 30    | 0      |
| 1986/87 | Athletic Bilbao    | Hiszpania | Primera División   | 40    | 1      |
| 1987/88 | Espanyol Barcelona | Hiszpania | Primera División   | 24    | 0      |
| 1988/89 | Espanyol Barcelona | Hiszpania | Primera División   | 22    | 0      |

## Kariera reprezentacyjna
W reprezentacji Hiszpanii Urquiaga zadebiutował 26 marca 1980 roku w przegranym 0:2 towarzyskim spotkaniu z Anglią. W tym samym roku wystąpił z kadrą olimpijską na Igrzyskach Olimpijskich w Moskwie. W 1982 roku został powołany przez selekcjonera Joségo Santamaríę do kadry na Mistrzostwa Świata 1982. Na tym turnieju wystąpił we 2 spotkaniach: z RFN (1:2) i z Anglią (0:0). W 1984 roku został wicemistrzem Europy i rozegrał 4 mecze: z Rumunią (1:1), z Portugalią (1:1), półfinał z Danią (1:1, k. 5:4) i finał z Francją (0:2). Od 1980 do 1984 roku rozegrał w kadrze narodowej 14 meczów.